# The World Is In My Hands
Singles de Cascada
Glorious
(2013)
The World Is In My Hands est un single du groupe Cascada dont la sortie numérique s'est faite le 2 août 2013 en Allemagne.

## Clip vidéo
Le clip The World Is In My Hands est disponible depuis le 24 juillet 2013 sur YouTube.

## Accueil critique
« Pas de grosse révolution musicale au programme, mais un morceau rythmé, qui commence par des notes de piano puis démarre en trombe avant qu'un passage électro ne fasse office de refrain ».

## Liste des pistes

### Allemagne
- iTunes EP[3]

1. The World Is In My Hands (Video Edit) – 2:58
2. The World Is In My Hands (Ryan Thistlebeck vs. Manila Radio Edit) – 3:22
3. The World Is In My Hands (Steve Modana Radio Edit) - 3:05
4. The World Is In My Hands (Extended Mix) - 4:13
5. The World Is In My Hands (Ryan Thistlebeck vs. Manila Remix) - 5:29
6. The World Is In My Hands (Steve Modana Remix) - 4:02
7. The World Is In My Hands (Vidéo) - 3:00

## Classement hebdomadaire
| Classement (2012) | Meilleure position |
| ----------------- | ------------------ |
| Pologne (Airplay) | 83                 |

## Historique de sortie
| Pays      | Date        | Format                 | Label           |
| --------- | ----------- | ---------------------- | --------------- |
| Allemagne | 2 août 2013 | Téléchargement digital | Zooland Records |
| Autriche  | 2 août 2013 | Téléchargement digital | Zooland Records |
| Suisse    | 2 août 2013 | Téléchargement digital | Zooland Records |